# Pterophorus cretidactylus
Pterophorus cretidactylus is een vlinder uit de familie vedermotten (Pterophoridae). De wetenschappelijke naam van de soort is voor het eerst geldig gepubliceerd in 1854 door Fitch.